# Par-impar
Par-impar (Pari e dispari en la versión original) es una película italiana de 1978 dirigida por Sergio Corbucci y protagonizada por Bud Spencer y Terence Hill.

#### Título original y traducción
La traducción aproximada del título original en italiano Pari e dispari al español sería: Par e impar / Pares e impares.

## Trama
El guardiamarina Johnny Firpo recibe la tarea de derrotar a una banda de corredores de apuestas clandestinos. Su líder se llama Paragoulis, conocido como el Griego, conocido por ser un gran jugador de póquer. Para Johnny también es una oportunidad de conocer a su hermano Charlie, un camionero y exjugador ahora arrepentido, amigo de la hermana Susanna, hostil hacia Johnny después de que su padre Mike los abandonara a él y a su madre para establecerse con la madre de Johnny. Sin embargo, dado su pasado en la mesa verde, Charlie puede ayudar a Johnny en las investigaciones, también gracias a que conoce bien a Paragoulis y sus hombres.
Sin embargo, no será fácil romper el hielo con el brusco Charlie. Al fingir ser un autoestopista, Johnny logra hacer un viaje sin revelarle nada a su hermano sobre la investigación o su relación familiar. Después de algunas ligeras escaramuzas, para no perder el contacto con Charlie, Johnny roba su camioneta utilizando a los hombres de Paragoulis.
Los dos se encuentran en un "depósito de chatarra" en una carrera de autos: con la intención de apoderarse de Johnny para recuperar su camioneta, Charlie lo embiste varias veces y los dos comienzan a batirse en duelo, expulsándose mutuamente de la pista.
Sólo en ese momento Johnny le revela que es su hermano, sin decir nada sobre la investigación, y lo lleva con el padre al que no había visto en años. Johnny logra convencer a su padre, prometiéndole una parte de las ganancias, y los dos le hacen creer a Charlie que el dinero que ganen se utilizará para la operación de los ojos de su padre ahora ciego. A pesar de no confiar ni en su hermano ni en su padre, Charlie se convence a sí mismo de volver a jugar. Los hermanos Firpo comienzan a asestar duros golpes a la organización de Paragoulis infiltrándose en algunas carreras y ganando apuestas por valor de medio millón de dólares. Al término de un partido de pelota vasca, Johnny convence a Ninfus, la mano derecha del Griego, para que lo lleve a este último para jugar todo el dinero que ganó en el póquer. Engañado por el pobre desempeño anterior de Johnny contra Ninfus y sus secuaces en la mesa verde, Ninfus lleva a Johnny al yate privado del Griego que alberga un casino ilegal.
Todo sucede sin que Charlie lo sepa, a quien su hermano envía una carta de la hermana Susanna informándole deliberadamente tarde de sus intenciones. Convencido de que Johnny y su padre le han robado y al descubrir que Mike no es ciego en absoluto, Charlie, borracho y enojado, destruye el lugar donde su padre jugaba al billar. Mientras tanto, frente a Paragoulis, Johnny muestra todos sus conocimientos sobre el póquer, adquiridos gracias a las lecciones de su hermano Charlie. El griego y sus hombres tienen que ceder todo el dinero a Johnny y acabar jugando también por copas y trofeos. Luego de perder una mano más donde se jugaba el yate, el griego ordena a sus hombres eliminar a Johnny, pero justo en ese momento llega Charlie, quien gracias a la ayuda de su padre llega al yate. Charlie y Johnny primero se golpean entre sí, luego juntos le dan una paliza al griego y su banda de secuaces.
Una vez arrestados los criminales, Johnny le confiesa a Charlie que es un guardiamarina y que el ejército lo recompensará por su ayuda en la investigación con un camión nuevo. Padre e hijos, ahora reunidos, lanzan una moneda al aire para decidir quién debe ir al millón de dólares ganados en las apuestas, pero Charlie hace el sonido de una gaviota y un pájaro responde atrapando la moneda. Ni cara ni cruz: todas las ganancias van a parar a los huérfanos de Sor Susanna.

## Producción

### Rodaje
La película fue rodada en gran parte en Miami.

## Banda sonora
En la película escuchamos dos canciones de Oliver Onions ya utilizadas en otras películas: cuando Charlie le prepara helado a Johnny, la música de fondo es la de la película El blanco, el amarillo y el negro, mientras que en el lugar donde Mike Firpo juega al billar, escuchamos la canción Angels and beans, banda sonora de la película Even Angels Eat Beans. Además, la versión instrumental de la canción Man on the boat aparece en la película de 1977 Goodbye & Amen.

## Distribución

### Títulos en otros países
- Estados Unidos y Reino Unido: Odds and Evens / Trinity - Gambling for High Stakes
- Alemania: Zwei sind nicht zu bremsen
- España: Par impar / Pares y nones
- Francia: Pair et impair
- Hungría: És megint dühbe jövünk
- República Checa: Sudá a lichá
- Dinamarca: Lige eller ulige
- Svezia: Udda eller jämnt
- Noruega: Jo Mere Vi er Sammen
- Finlandia: Senkka nenästä, pojat!
- Brasil: Par ou ímpar
- Países Bajos: Even en oneven

## Recepción

### Colecciones
La película fue la cuarta más taquillera de la temporada cinematográfica italiana 1978-79 con £ 5.524.525.184.